# Волкова, Наталия Георгиевна
Наталия Георгиевна Волкова (14 декабря 1931, Москва — 24 декабря 1997, Москва) — советский и российский кавказовед, автор многочисленных трудов по различным проблемам историко-этнографического кавказоведения.

## Биография
В 1950 году поступила на исторический факультет МГУ. По её собственному признанию, выбор специальности был случайным. В годы учёбы увлеклась балетом. Увлечение оказалось столь серьёзным, что ей предложили вступить в труппу известного коллектива. Однако Волкова, после длительных раздумий, решила продолжить учёбу в МГУ. В 1955 году окончила университет.
В 1959 году пришла на работу в институт этнографии АН СССР. Вскоре состоялась её первая научная экспедиция, которая прошла в горах Дагестана. Эта экспедиция определила сферу её будущих научных интересов.
26 июня 1973 года защитила кандидатскую диссертацию на тему «Этнический состав населения Северного Кавказа в XIX — начале XX в.».
Одна из первых научных работ Волковой — серия статей, основанная на анализе статистического материала, информации полевых экспедиций и обобщении разнообразных видов источников — стала заметным явлением в кавказоведении. Изданная в 1974 году книга «Этнонимы и племенные названия Северного Кавказа» также была с интересом встречена научной общественностью. Следующей стала изданная в том же году монография «Этнический состав населения Северного Кавказа в XVIII — начале XX века», в которой автор показал динамику этнических территорий на протяжении этого периода. В дальнейших работах Волкова рассматривала вопросы ранних этапов урбанизации на Северном Кавказе, межэтнические контакты горцев, процессы адаптации горцев на равнине, этнокультурные судьбы некрасовцев на Кавказе и другие аспекты жизни народов Северного Кавказа.
Одной из центральных тем исследований Н. Г. Волковой был феномен малочисленных народов и анклавных этнических групп. В серии небольших, но насыщенных фактами статей были обобщены материалы экспедиционных исследований армян Абхазии, греков, бацбийцев и азербайджанцев Грузии, ингилойцев, удин, живущих в горах Восточного Кавказа хыналугцев. Многие из этих описаний были первыми подобного рода в мировой этнографии. В научный оборот был введён большой объём фактологических материалов.
Волкова проработала в Институте этнологии почти сорок лет и стала ведущим научным сотрудником. В 1981—1991 годах была заместителем главного редактора журнала «Советская этнография».
Скончалась в 1997 году после тяжёлой продолжительной болезни.

## Основные публикации[1]
- Изменения в национальном составе городского населения Северного Кавказа за годы советской власти // СЭ. 1965. № 2. С. 40-56;
- Расселение чеченцев и ингушей до XX в. // Археолого-этнографический сборник. Грозный, 1966. Вып.1. С. 89-102;
- Вопросы двуязычия на Северном Кавказе // СЭ. 1967. № 1. С. 27-40;
- Этнические процессы в Закавказье в XIX—XX вв. // Кавказский этнографический сборник. М., 1969. Вып. IV. С. 3-54;
- Этнонимы и племенные названия Северного Кавказа. М., 1973;
- Этнический состав населения Северного Кавказа в XVIII — начале XX в. М., 1974;
- Этнические процессы в Грузинской ССР // Этнические и культурно- бытовые процессы на Кавказе. М., 1978. С. 3-61;
- Бытовая культура Грузии XIX—XX вв.: традиции и инновации (совместно с Г. Н. Джавахишвили). М., 1982;
- Арабы на Кавказе // СЭ. 1983. № 2. С. 41-51;
- Кавказоведение в ИЭ АН СССР (к 50-летию сектора этнографии народов Кавказа) // СЭ. 1986. № 4. С. 73-86;
- Казаки-некрасовцы: основные этапы этнического развития (совместно с Л. Б. Заседателевой // Вестник МГУ. Серия История. 1986. № 4. С. 44-54;
- Этнокультурные контакты народов Горного Кавказа в общественном быту (XIX — начало XX в.) // Кавказский этнографический сборник. 1989. Вып. IX. С. 159—215;
- Старый Тбилиси. Город и горожане в XIX в. (совместно с Ю. Д. Анчабадзе). М., 1990;
- Становление советского кавказоведения: традиции и эпоха. 1917—1930-е гг. (совместно с Ю. Д. Анчабадзе) // Страницы отечественного кавказоведения. М., 1992. С. 6-22;
- Этническая история Северного Кавказа. XVI—XIX вв. (совместно с Ю. Д. Анчабадзе). М., 1993;
- Трагические страницы кавказоведения: А. Н. Генко // Репрессированные этнографы (совместно с Г. А. Сергеевой). М., 1998. С. 101—133.

## О Волковой[1]
- Арутюнов С. А., Сергеева Г. А., Анчабадзе Ю. Д. Н. Г. Волкова (14.12.1931 — 24.12.1997) // Этнографическое обозрение. — 1998. — № 6. — С. 148—152.